# Eleccions a l'Assemblea d'Extremadura de 1995
Les Eleccions a l'Assemblea d'Extremadura de 1995 se celebraren el 26 de maig. Amb un cens de 845.728 electors, els votants foren 662.444 (78,3%) i 183.284 les abstencions (21,7%). El PSOE guanyà per majoria relativa, i aconseguí el nomenament del seu candidat, Juan Carlos Rodríguez Ibarra, com a president de la Junta mercè l'abstenció dels membres d'IU.
- Els resultats foren:

| ← Eleccions a l'Assemblea d'Extremadura, 1995 →        |         |       |        |
| Partit                                                 | Vots    | %     | Escons |
| PSOE de Extremadura                                    | 289.149 | 44,30 | 31     |
| Partit Popular                                         | 259.703 | 39,82 | 27     |
| Izquierda Unida- Los Verdes-Compromiso con Extremadura | 69.387  | 10,64 | 6      |
| Coalición Extremeña                                    | 25.168  | 3,86  | 1      |
| Socialistes Independents d'Extremadura                 | 7.722   | 1,18  |        |
| PCPE                                                   | 1.136   | 0,17  |        |

A part, es comptabilitzaren 5.804 (0,9%) vots en blanc.

## Diputats electes
- Juan Carlos Rodríguez Ibarra (PSOE)
- Juan Ignacio Barrero (PP)
- José Antonio Jiménez (PSOE)
- Pedro Cañada (Coalición Extremeña)
- Manuel Pareja (Izquierda Unida)